# Ernst Laskowski
Ernst Laskowski (auch Ernst Laskowsky; * 25. September 1885 in Marienwerder, Westpreußen; † 26. März 1935 in Berlin) war ein Theaterschauspieler sowie Schauspieler beim deutschen Stummfilm.

## Leben
Laskowski wirkte Ende 1906 bis Ende 1907 am Schauspielhaus Düsseldorf. Der Deutschen Gesellschaft zur Bekämpfung der Geschlechtskrankheiten lieferte Laskowski, zusammen mit Martha Balte, einer früheren Mitarbeiterin des Mediziners Alfred Blaschko, das Aufklärungsstück Olaf, das von einem an der Syphilis erkrankten Sportler handelt. Das Drama („Tragödie eines Sportlers in acht Bildern“) wurde zwischen 1926 und 1929 mit großem Erfolg in fast allen Städten Deutschlands aufgeführt.
Laskowski war von 1923 bis 1926 mit Sascha, geb. Kamlah, verheiratet. Er starb 1935 in seiner Wohnung in Berlin-Zehlendorf.

## Filmografie
- 1918: Die Fürstin von Beranien
- 1918: Die Geisterjagd
- 1919: Kameraden
- 1919: Staatsanwalt Jordan
- 1919: Das Buch Esther
- 1920: Das blaue Duell
- 1920: Der Leidensweg eines Achtzehnjährigen
- 1920: Die Frau ohne Dienstag
- 1922: Sie und die Drei
- 1922: Wenn die Maske fällt
- 1923: Der Geisterseher
- 1926: Dürfen wir schweigen?